# Lüthold de Aarburg
Lüthold de Aarburg (fallecido el 7 de junio de 1213) procedía de la familia de los Barones de Aarburg. Era el hijo Luitold de Bürron. Lüthold fue mencionado por primera vez en 1190 y a partir de 1191 hasta su muerte obispo de Basilea.
Lüthold de Aarburg participó en la Cuarta Cruzada debido a un sermón de Martin Litz de Pairis. Durante su mandato, recibió en 1207 al pretendiente Felipe de Suabia en Basilea, un año antes de su asesinato.